# Ratpenat de cua de beina de Hill
El ratpenat de cua de beina de Hill (Taphozous hilli) és una espècie de ratpenat de la família dels embal·lonúrids que es troba a Austràlia. Fou anomenat en honor del zoòleg britànic John Edwards Hill.